# Královský kolegiátní kostel Božího hrobu (Calatayud)
Královský kolegiátní kostel Božího hrobu, se nachází v Calatayudu. Jde o nejstarší kostel kanovnického řádu Božího hrobu ve Španělsku, který je papežskou bazilikou minor a hlavním (mateřským) kostelem rytířského Řádu Božího hrobu ve Španělsku. Ve své struktuře je kopií baziliky Božího hrobu v Jeruzalémě.

## Historie
První kostel Božího hrobu v Calatayudu začal stavět barcelonský hrabě a vládce Aragonska Ramon Berenguer IV. roku 1156. Roku 1249 započala přestavba kostela v tzv. mudéjarském stylu. U kostela se nacházejí zbytky křížové chodby, která byla součástí původní komendy křižovnického řádu.
Kostel byl výrazně barokně přestavěn v letech 1605–1613 podle projektu a pod vedením architekta Gaspara de Villaverde. Dne 9. listopadu 2020 byl calatayudské kolegiátě udělen titul papežské baziliky minor.

## Fotogalerie

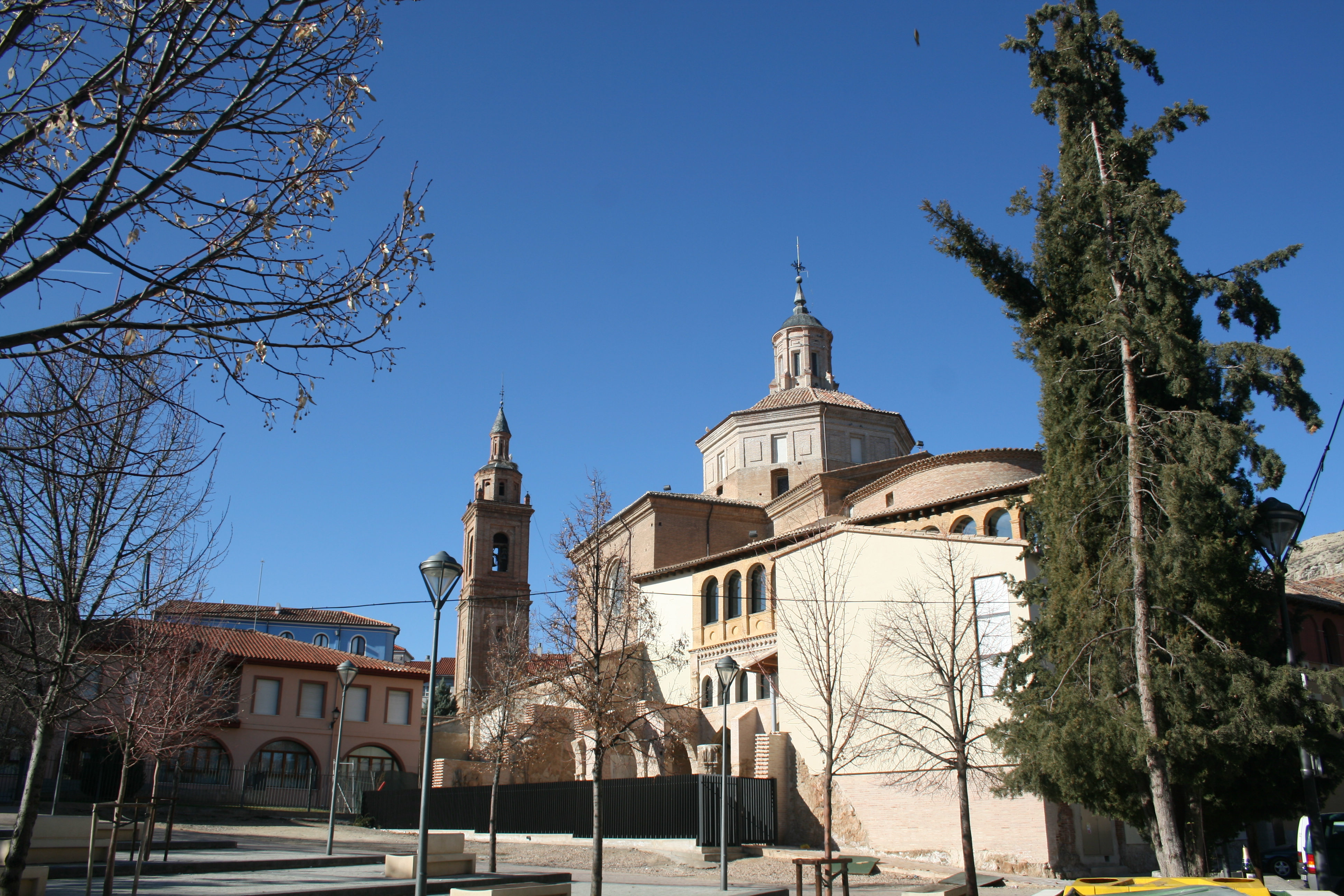
Pohled z boku
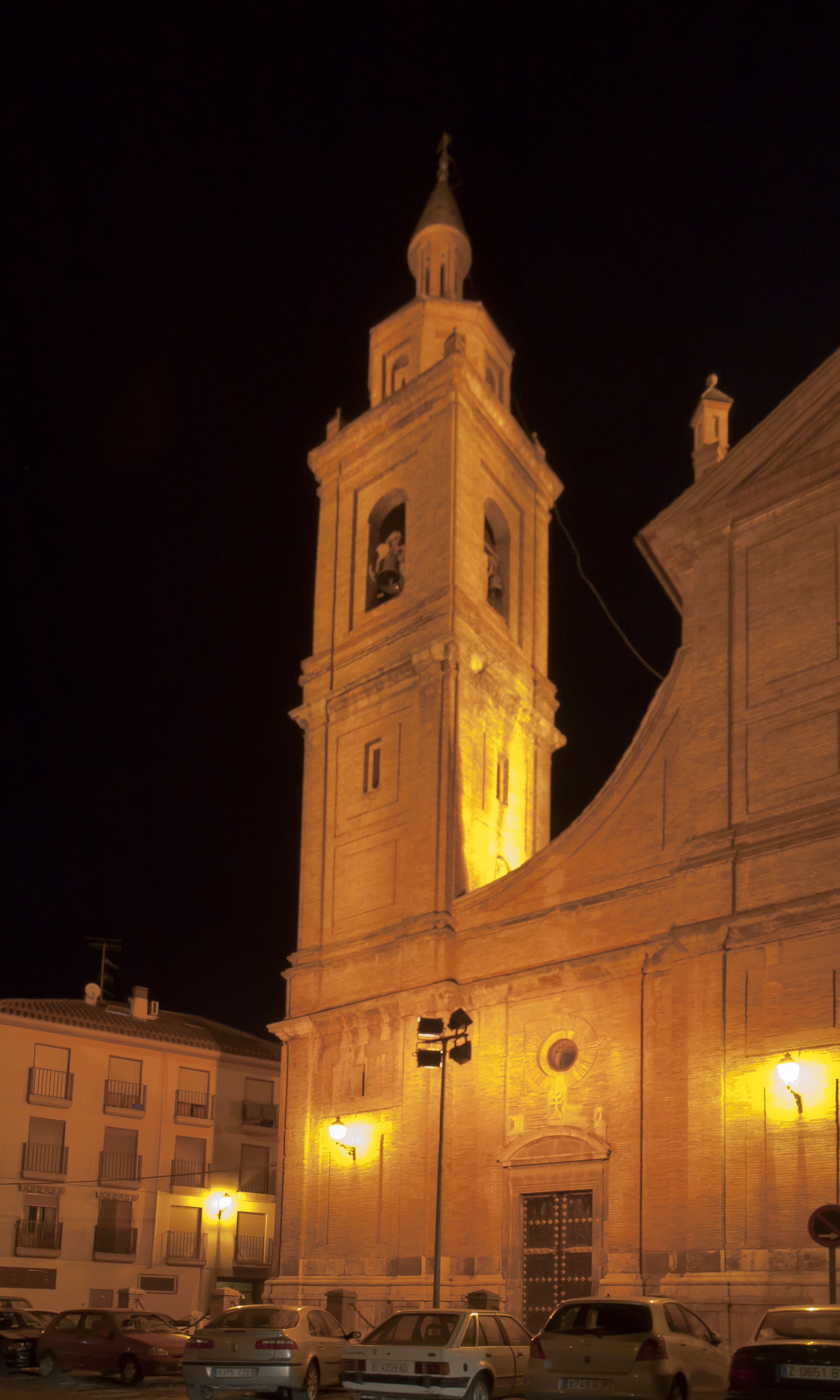
Zvonice
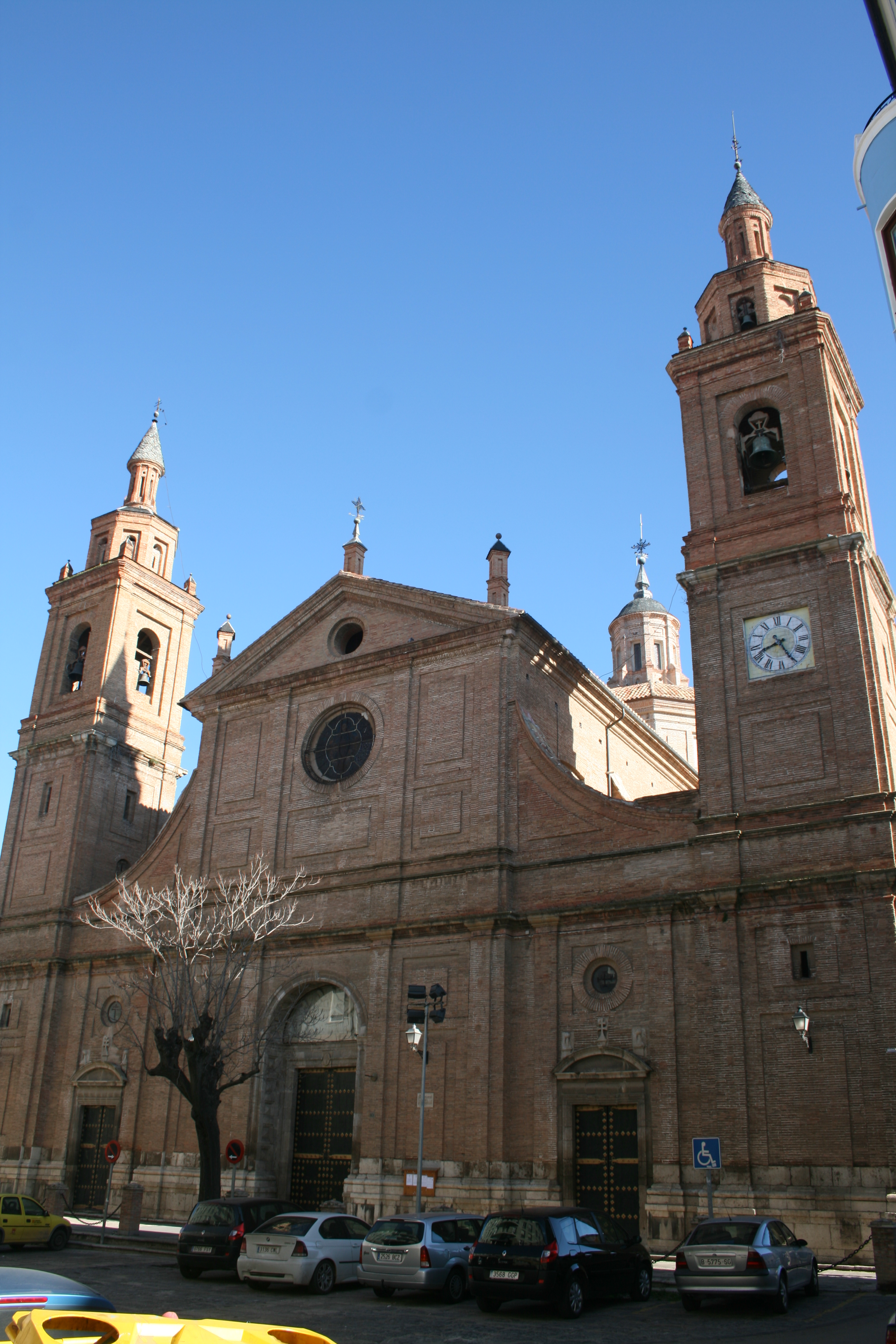
Fasáda
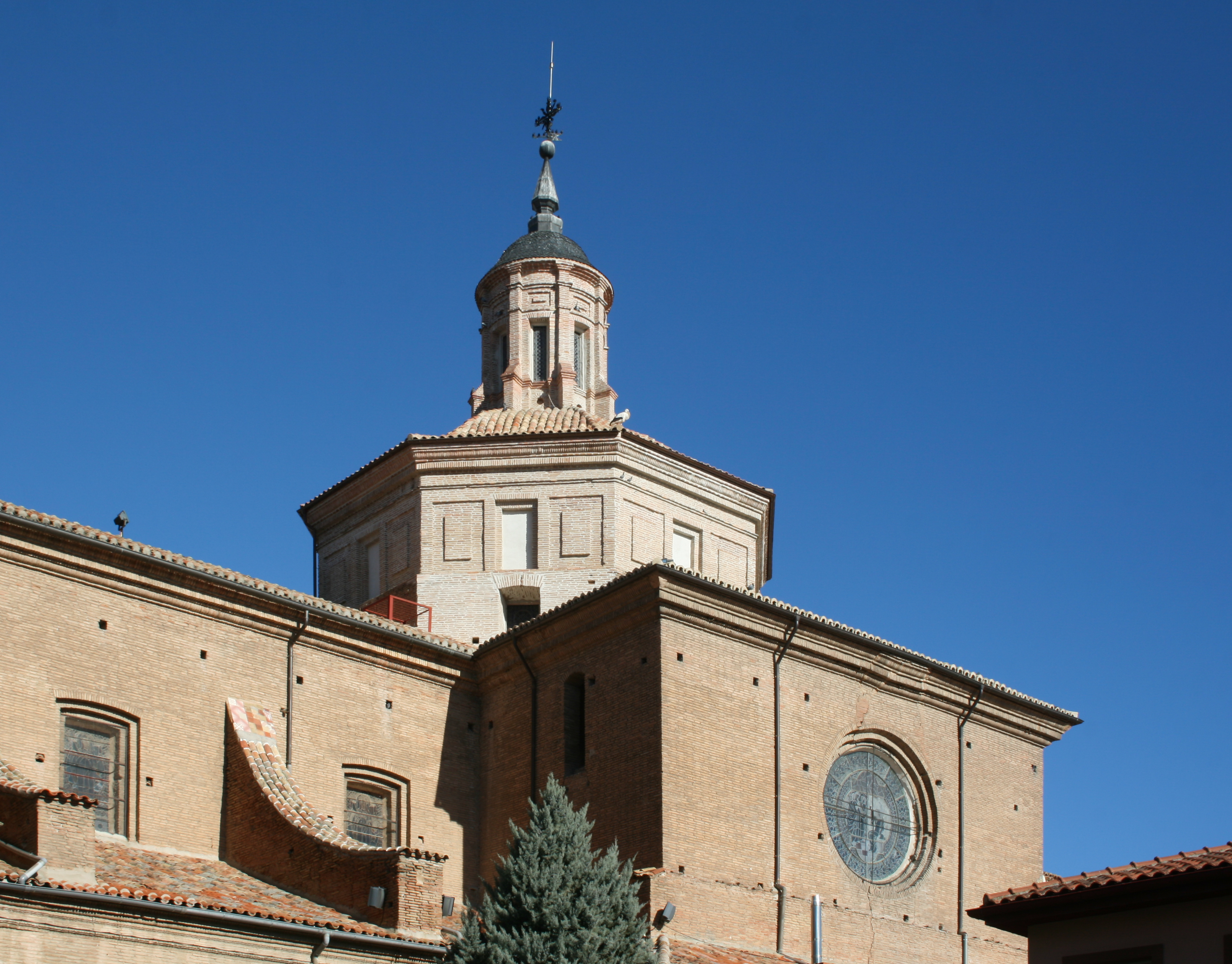
Tambur a lucerna nad křížením lodí
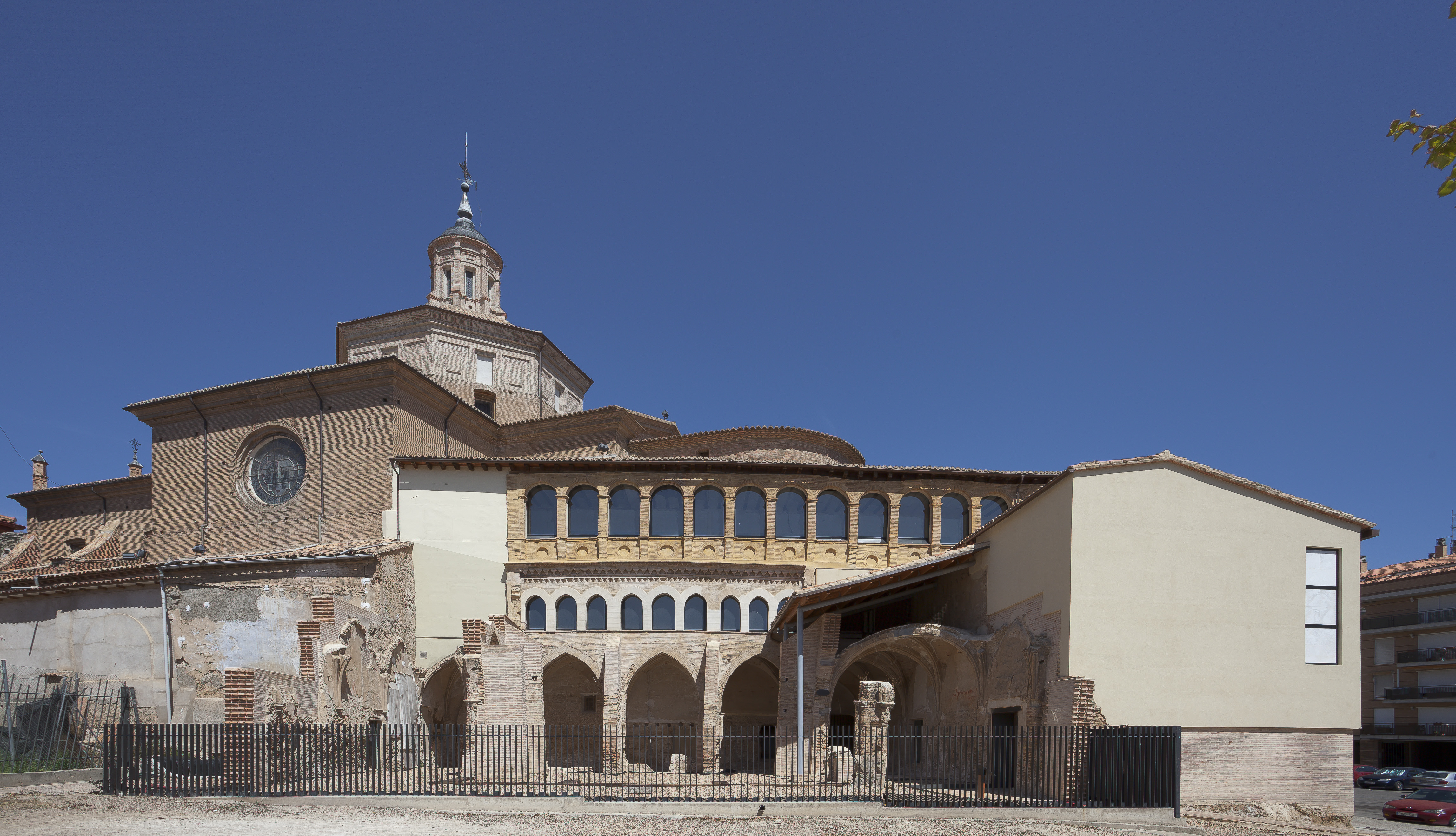
Pohled na zbytky ambitu
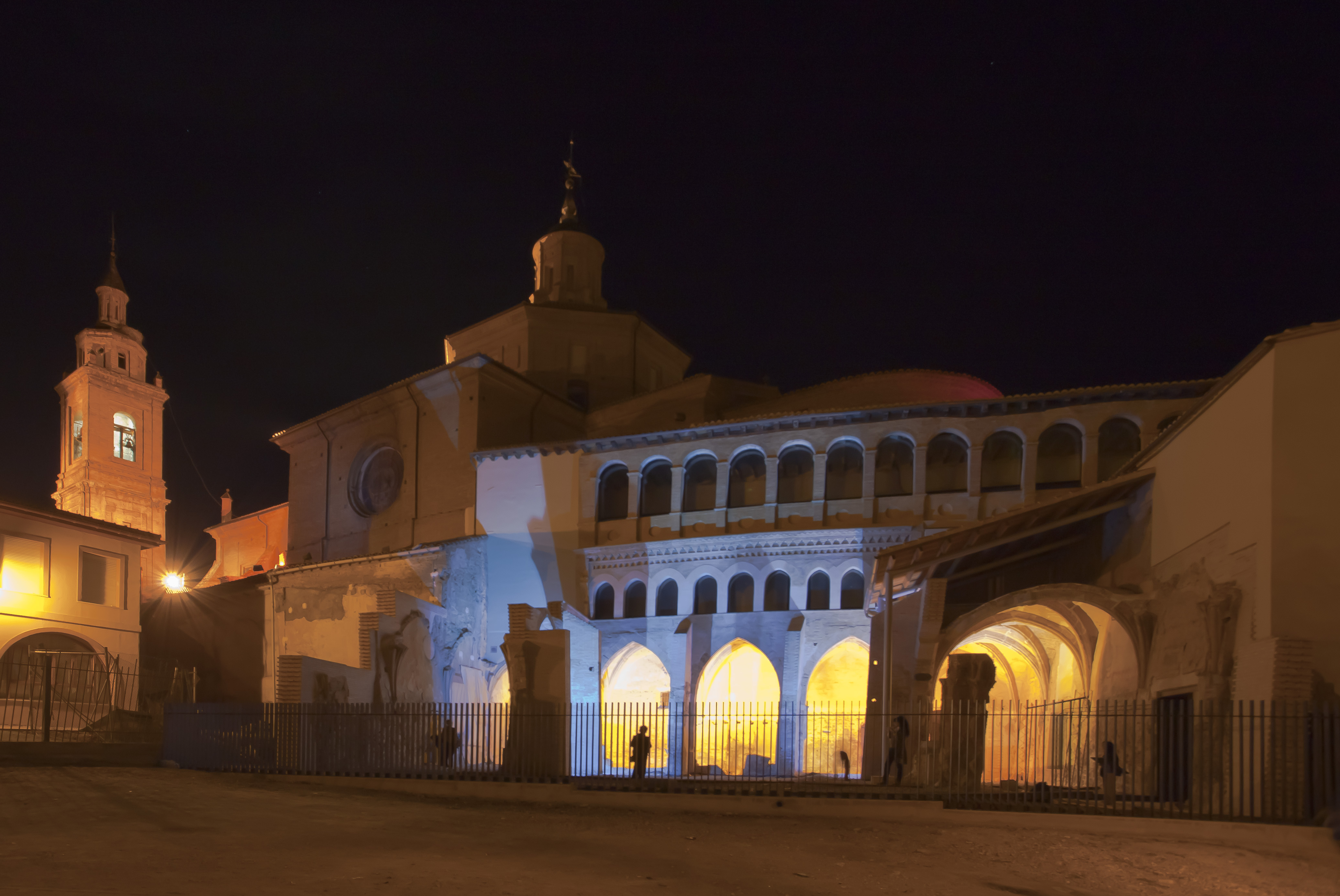
Ambit v noci
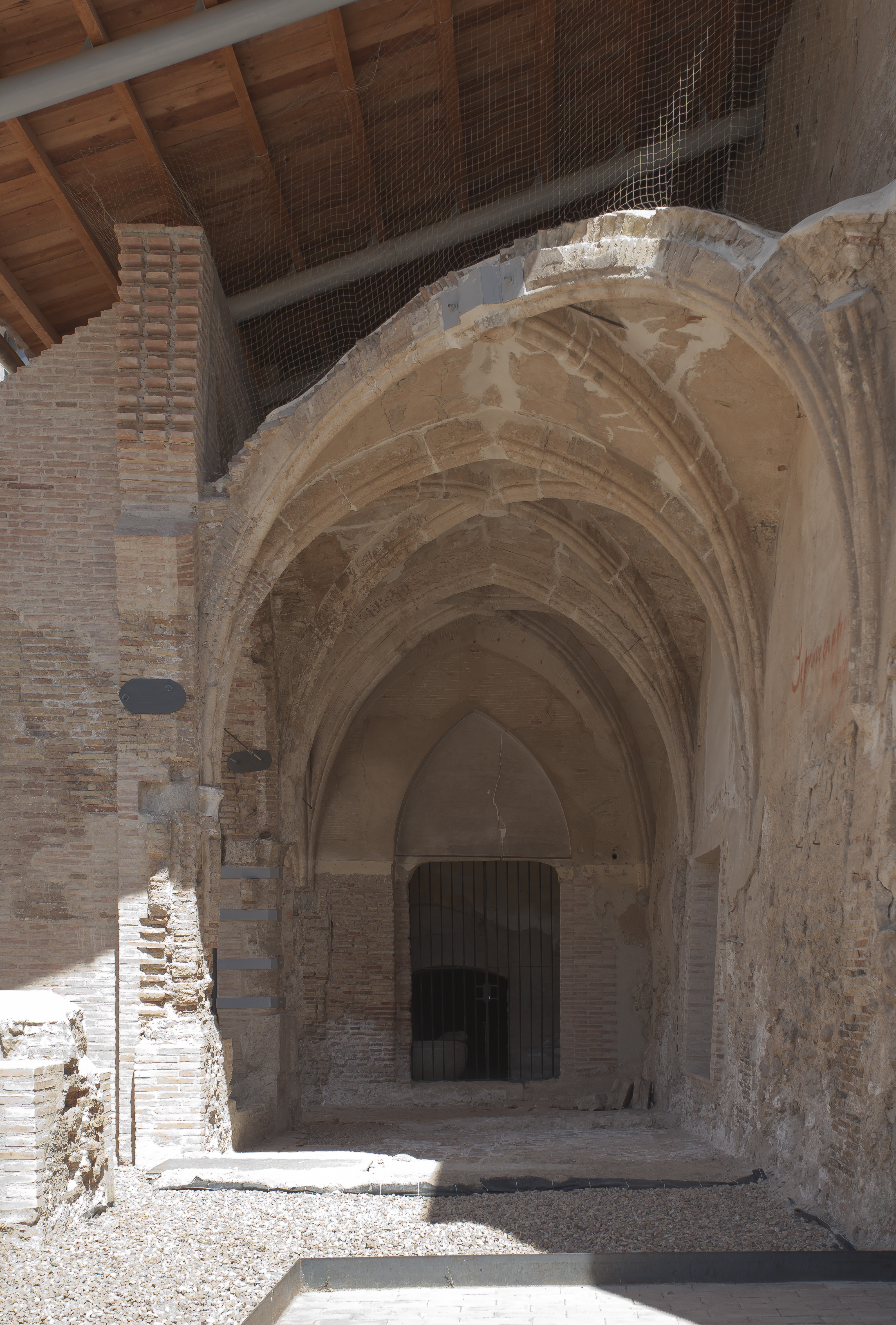
Interiér ambitu
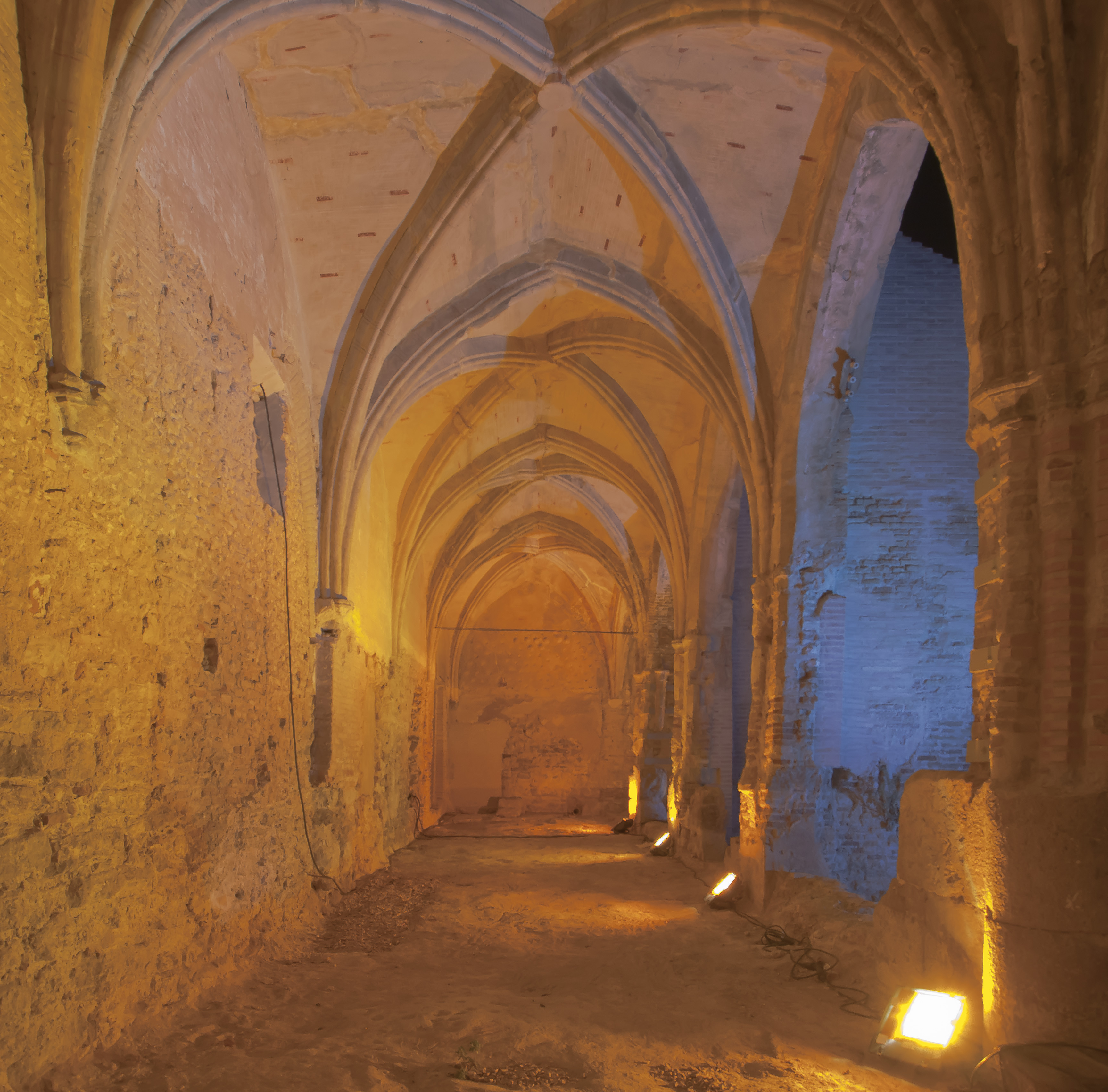
Noční pohled